# 제프 케슬러
제프리 빈센트 케슬러(Jeffrey Vincent Kessler, 1955년 11월 16일 ~ )는 미국의 정치인이다.

## 학력
- 웨스트 리버티 대학교
- 웨스트버지니아 대학교 법과 대학

## 경력
- 1997.11 ~ 2017.01 제73·74·75·76·77·78·79·80·81·82대 웨스트버지니아주 상원의원
- 2011.11 ~ 2015.01 제50대 웨스트버지니아주 상원의장
- 2015.01 ~ 2017.01 웨스트버지니아주 상원 소수당 대표

## 역대 선거 결과
| 선거명        | 직책명                          | 대수 | 정당   | 득표율  | 득표수   | 결과 | 당락                       |
| ------------- | ------------------------------- | ---- | ------ | ------- | -------- | ---- | -------------------------- |
| 1998년 재선거 | 상원의원 (웨스트버지니아 제2부) | 74대 | 민주당 | 60.49%  | 13,308표 | 1위  | 웨스트버지니아 주의원 당선 |
| 2000년 선거   | 상원의원 (웨스트버지니아 제2부) | 75대 | 민주당 | 69.67%  | 22,344표 | 1위  | 웨스트버지니아 주의원 당선 |
| 2004년 선거   | 상원의원 (웨스트버지니아 제2부) | 77대 | 민주당 | 67.40%  | 27,822표 | 1위  | 웨스트버지니아 주의원 당선 |
| 2008년 선거   | 상원의원 (웨스트버지니아 제2부) | 79대 | 민주당 | 63.77%  | 23,875표 | 1위  | 웨스트버지니아 주의원 당선 |
| 2012년 선거   | 상원의원 (웨스트버지니아 제2부) | 81대 | 민주당 | 100.00% | 29,474표 | 1위  | 웨스트버지니아 주의원 당선 |
| 2018년 재선거 | 웨스트버지니아 대법원 항소법원  | -대  | 무소속 | 11.88%  | 60,077표 | 3위  | 낙선                       |